# 洛雷托省

洛雷托省（西班牙語：Provincia de Loreto），是秘魯的首份，位於該國東北部洛雷託大區，首府是瑙塔，海拔高度111米，始建於1942年，2007年人口62,165，人口密度為每平方公里0.92人。
4°34′12″S 73°46′48″W / 4.57000°S 73.78000°W